# TC2000アルゼンチン選手権

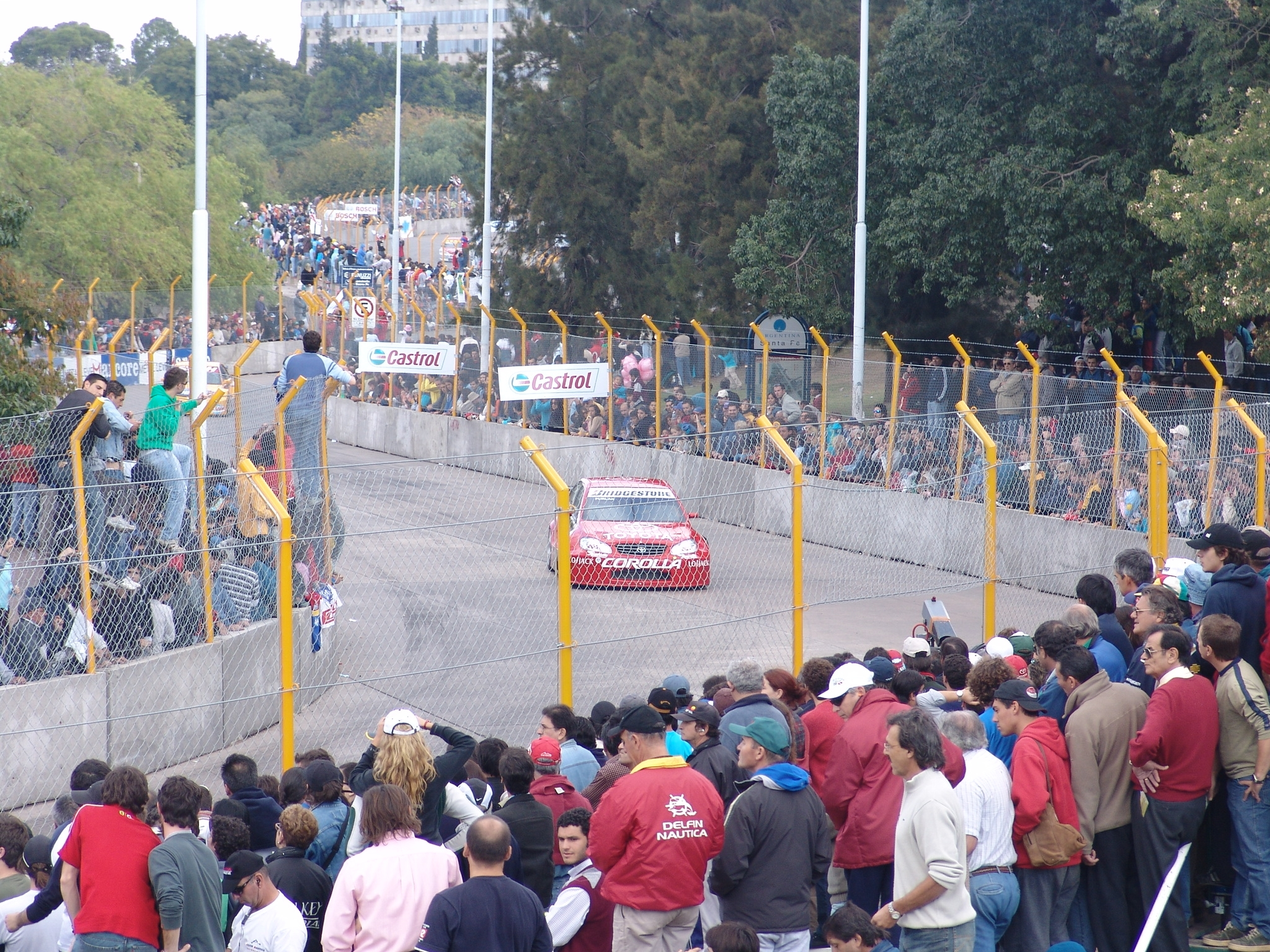
観衆で溢れかえるサンタフェ市街戦（2006年）

TC2000アルゼンチン選手権 (El Campeonato Argentino de TC2000) は、1979年からアルゼンチン自動車クラブ (Automóvil Club Argentino) の認定とオートスポーツ (Auto Sports S.A.) の主催で行われているツーリングカーレースの年間シリーズ。
"TC2000"とは"Turismo Competición 2000" (ツリースモ・コンペティシオン2000) の略で、同名の選手権はチリ、コロンビアにも存在する。

## 概要

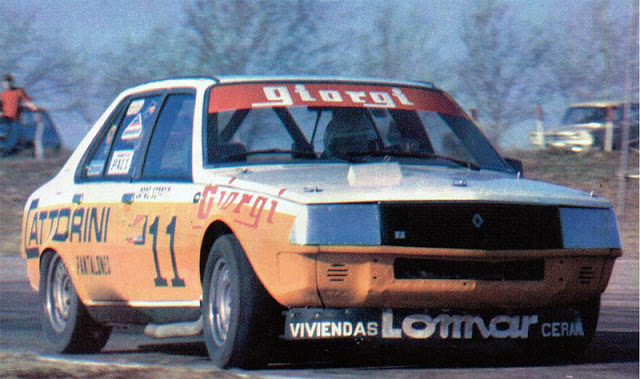
1980年代に参戦していたルノー・18

2012年にスーパーTC2000が誕生して以降、同シリーズの下位に位置づけられていたが、以降も独自のカレンダーを持つカテゴリとして存続したが、組織としては事実上の分裂状態にあった。スーパー2000と区別するため、本シリーズはメディアやファンによって『Joven TC2000』とも呼ばれた（Jovenは「若い」「ヤング」の意味）。
2022年に両者は一つとなり、スーパーTC2000は「TC2000」、従来のTC2000は「TC2000ライト」として再スタートを切った。本記事は従来のTC2000についての解説となる。
排気量2,000ccエンジンの4/5ドアツーリングカーを採用するのがシリーズ名の由来であるが、実際は時期によって排気量は微妙に異なる。また発足時のエントラントは全て後輪駆動車であったが、1980年代半ばに新興勢力として台頭したルノー・18に対する規制緩和が行われて以降はベース車両の事情も併せて前輪駆動車の参戦が一般的になり、現在は規定により全車が前輪駆動である。
シルエットタイプカーのTC2000（旧スーパーTC2000）に対し、TC2000ライトはあくまで市販車の骨格を用いたツーリングカーである。2007年時点では最低重量は1,050kg、エンジンは16バルブの2,000cc直列4気筒ターボで最大270〜320馬力を発生。最高速度は275km/hに達した。タイヤはピレリのワンメイクで、2004年からギアボックス・ロールケージ・ブレーキ・サスペンションも共通品を用いる。可変バルブ機構（給排気とも）、トラクションコントロールシステム、アンチロック・ブレーキ・システムは禁止となっている。
2009年にはリーマン・ショックによる不況の煽りを受け、同国の名チューナーであるオレステ・ベルタが開発した、フォード（マツダ）製デュラテック2.2をベースとする共通エンジン『デュラテックbyベルタ』（310馬力/6500rpm）が導入されている。これにより参戦コストを大幅に削減し、メーカーたちをレースに留めることに成功したものの、「フォードエンジンを積んだシボレー車」という世界的に見ても稀な存在を生み出し、市販車との関連性を重視するファンの興を削いだとされている。しかし2020年現在もデュラテックエンジンが継続して採用されている。
2016年には「1レースでも勝利する」ことがチャンピオンの最低条件となり、戦術に少なからぬ影響を及ぼしている。
8バルブ車用の下位カテゴリとして、1997年に『TC2000ライツ』、1999～2001年に2009～2011年に『TC2000プライベートカップ』が開催されていた。
2000年代にはストックカー・ブラジルとの共催や、ウルグアイのプンタ・デル・エステでの開催も行われていた。

## 参戦チーム
2006年時点で、下記の自動車メーカーがワークス体制で参戦していた。
| 母体     | チーム名                                           | 車両                 |
| -------- | -------------------------------------------------- | -------------------- |
| フォード | フォード・YPF Ford YPF                             | フォード・フォーカス |
| GM       | シボレー・エライオン Chevrolet Elaion              | シボレー・アストラ   |
| ホンダ   | ホンダ・ペトロブラス Honda Petrobras               | ホンダ・シビック     |
| トヨタ   | トヨタ・チーム・アルゼンチナ Toyota Team Argentina | トヨタ・カローラ     |
| ルノー   | ルノー・チーム・TC2000 Renault Team TC2000         | ルノー・メガーヌ     |

その他、プライベートチームがフォルクスワーゲンのボーラ、ポロ、フィアットのスティーロ、クライスラーのネオンを使用しており、ワークス体制で参戦している車両とは別にフォード・フォーカス、シボレー・アストラ、ホンダ・シビック、ルノー・メガーヌを駆って参戦しているプライベートチームも存在した。
かつては三菱自動車のランサーエボリューション、プジョーの307なども参戦していた。
最もタイトルを獲得したメーカーはフォード（9回）である。
2020年現在はフォード・シトロエン・トヨタ・フィアット・プジョー・ルノーが参戦している。

### ギャラリー

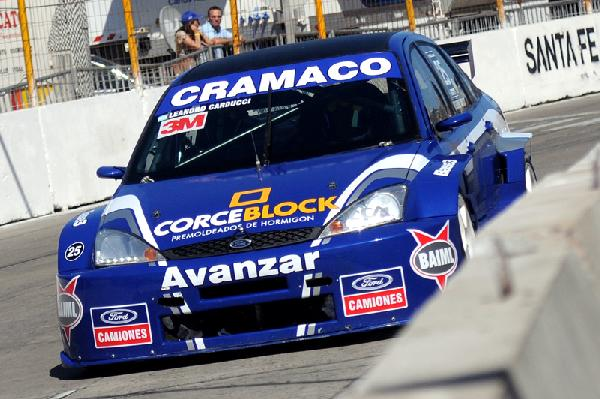
フォード・フォーカス（2011年）
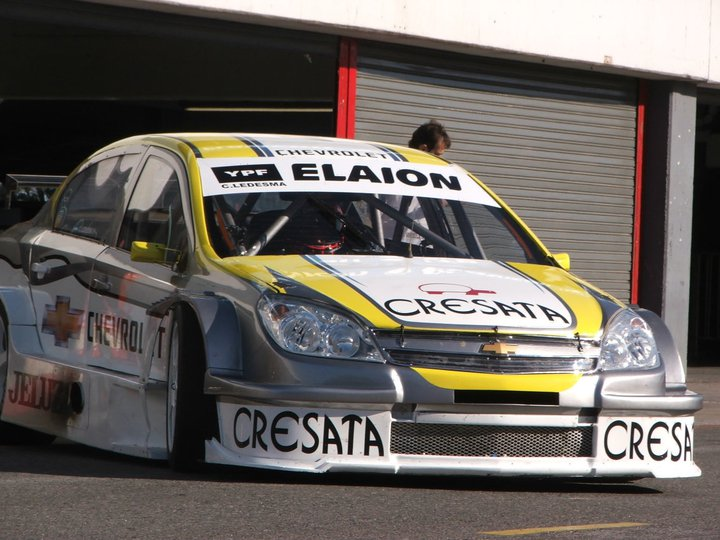
シボレー・ベクトラ（2011年）
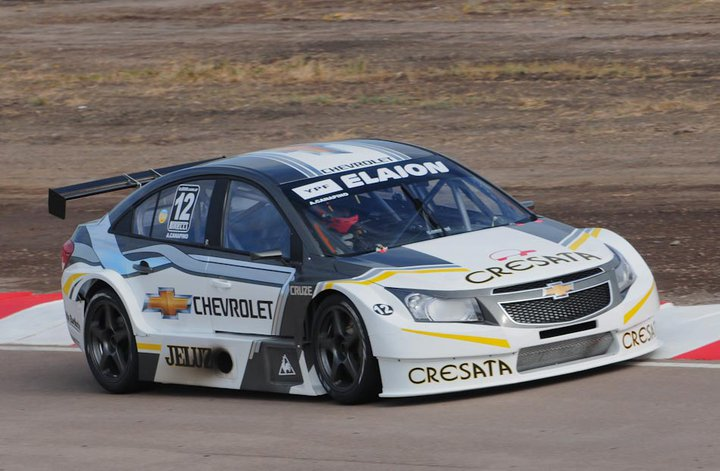
シボレー・クルーズ（2011年）
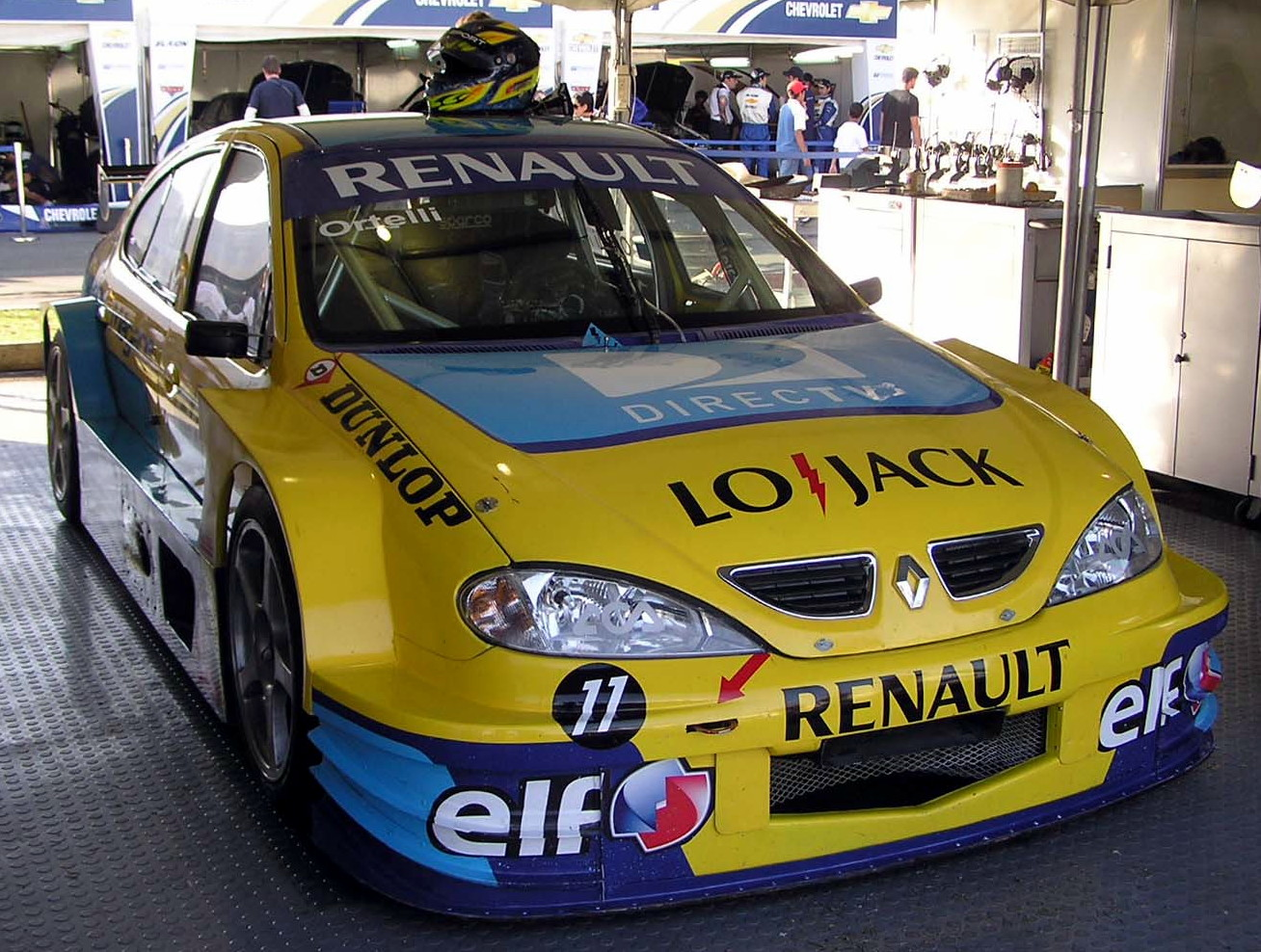
ルノー・メガーヌ（2006年）
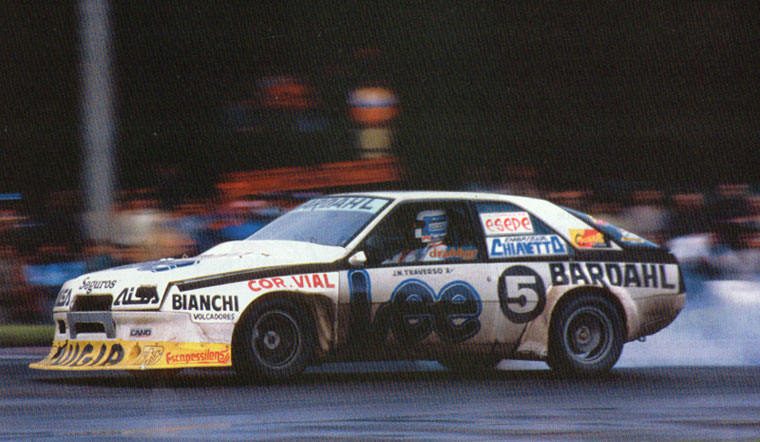
ルノー・フエゴ（1986年）
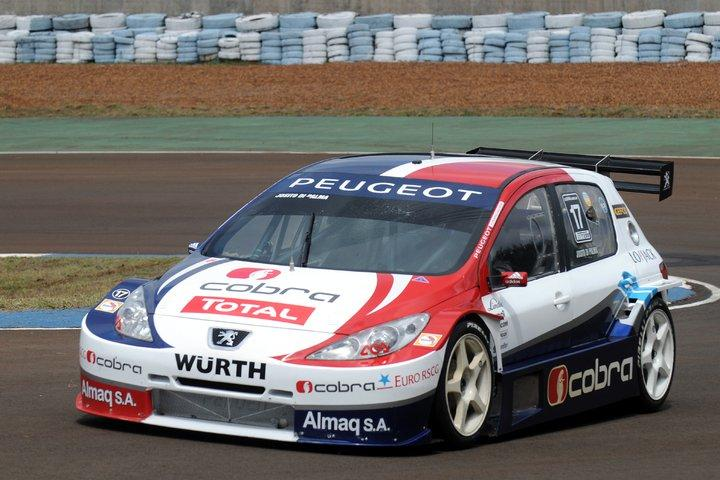
プジョー・307（2010年）
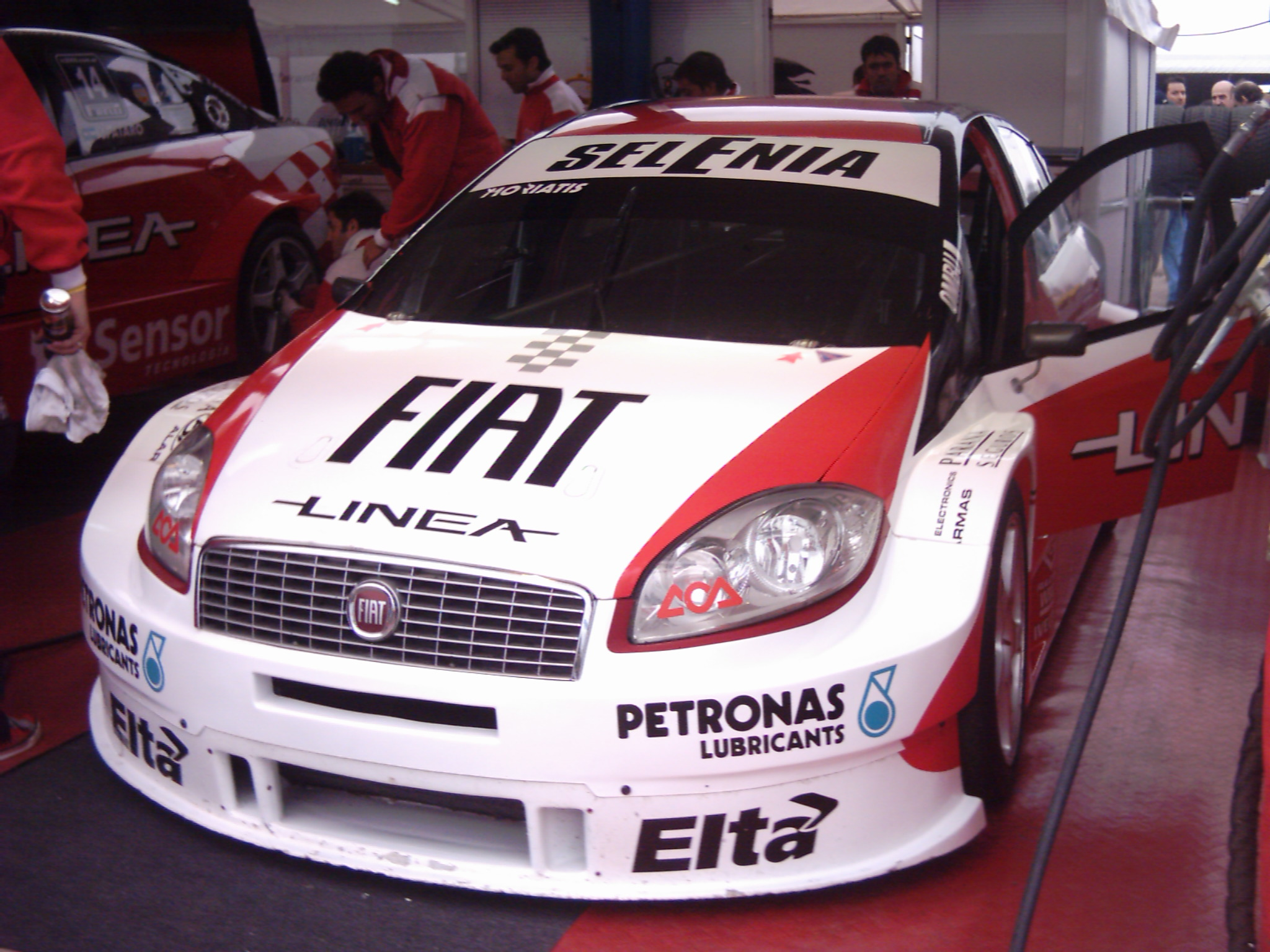
フィアット・リネア（2010年）
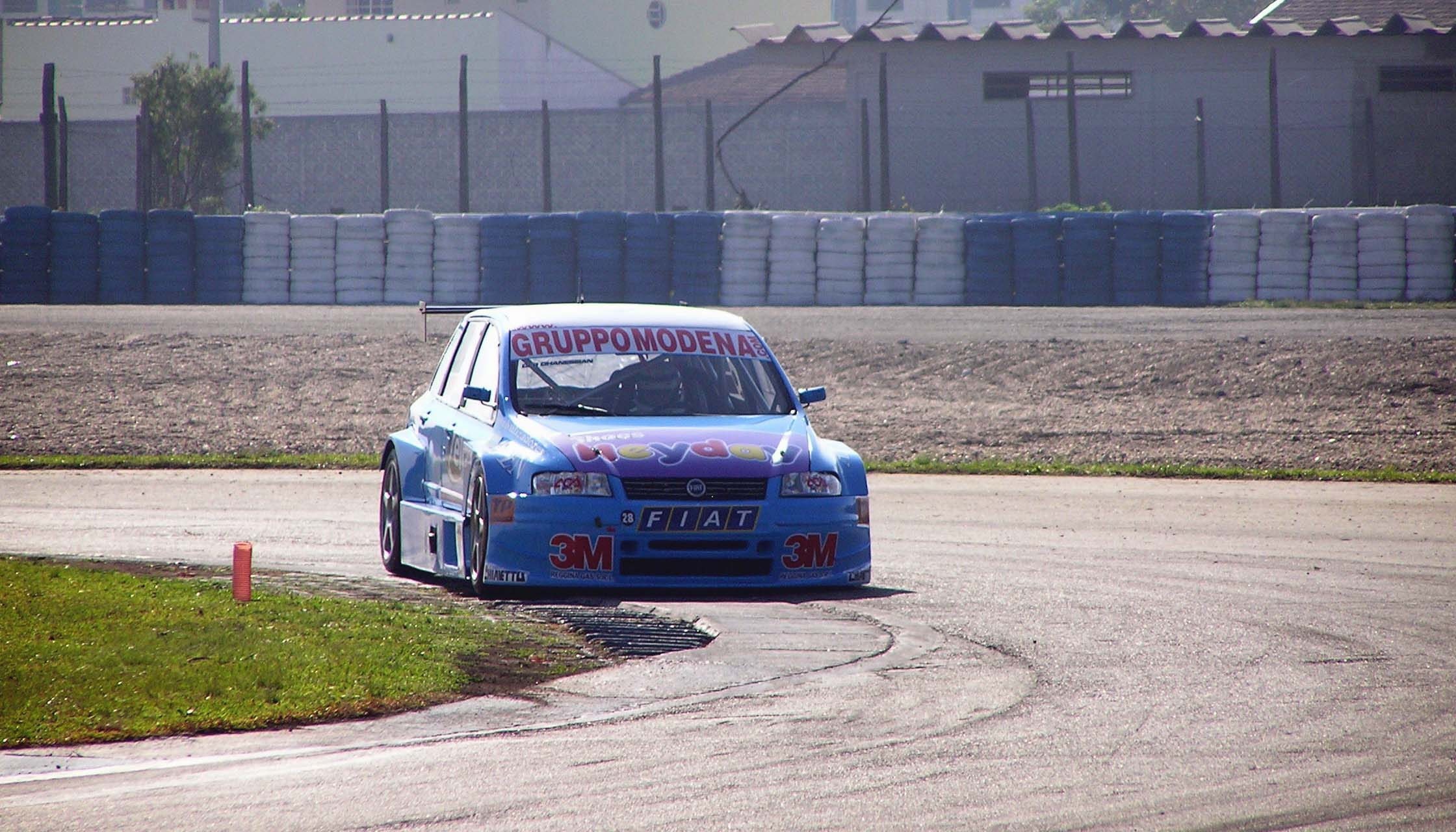
フィアット・スティーロ（2006年）
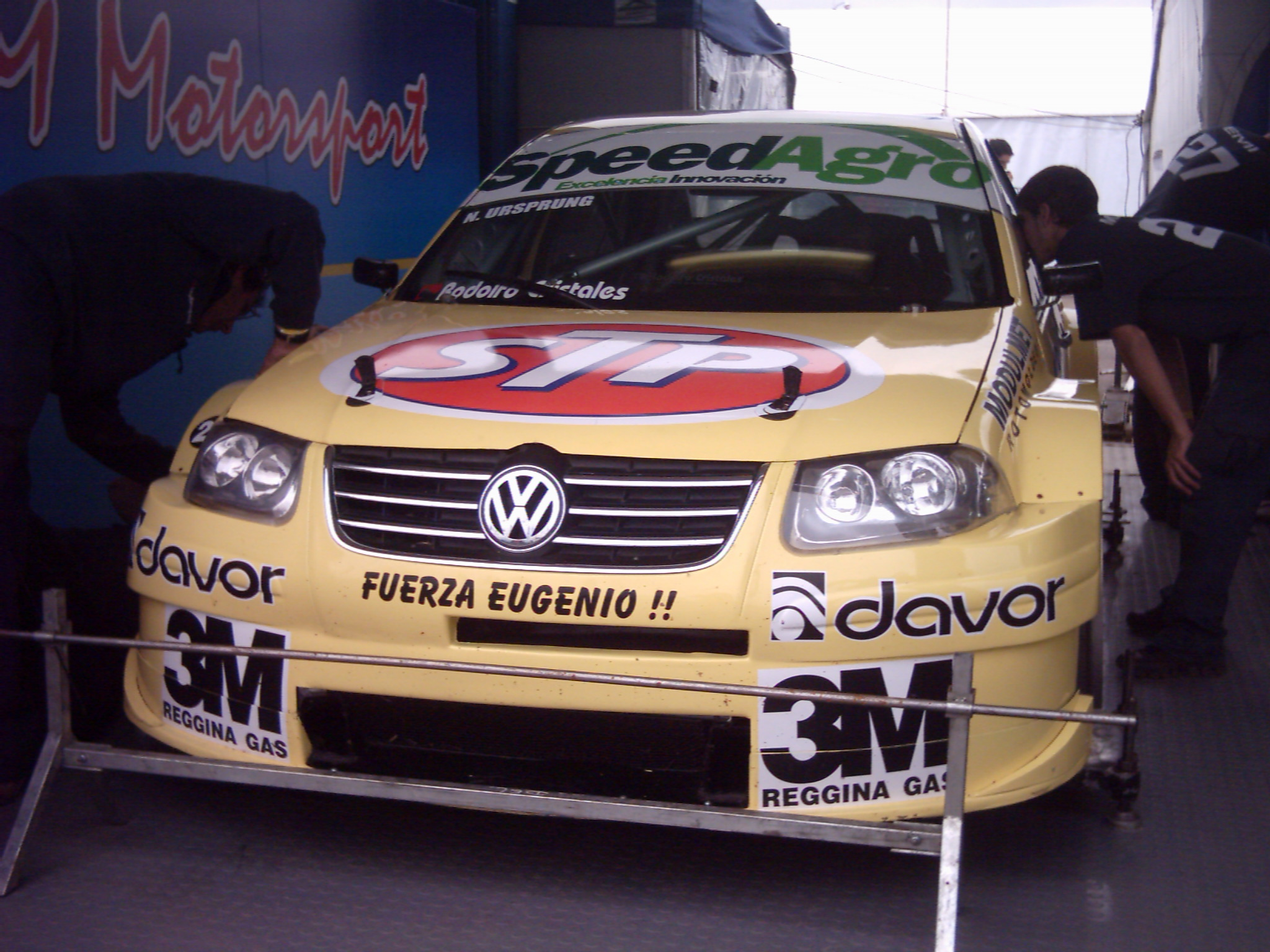
フォルクスワーゲン・ボーラ（2010年）
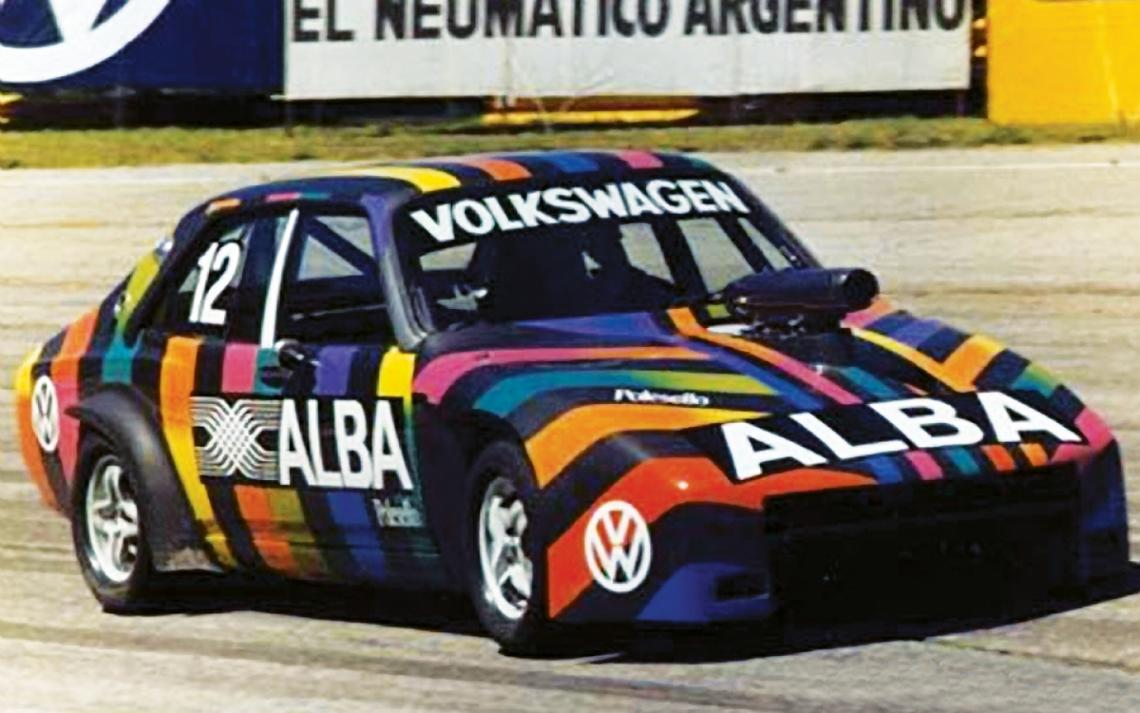
フォルクスワーゲン・1500（1988年）
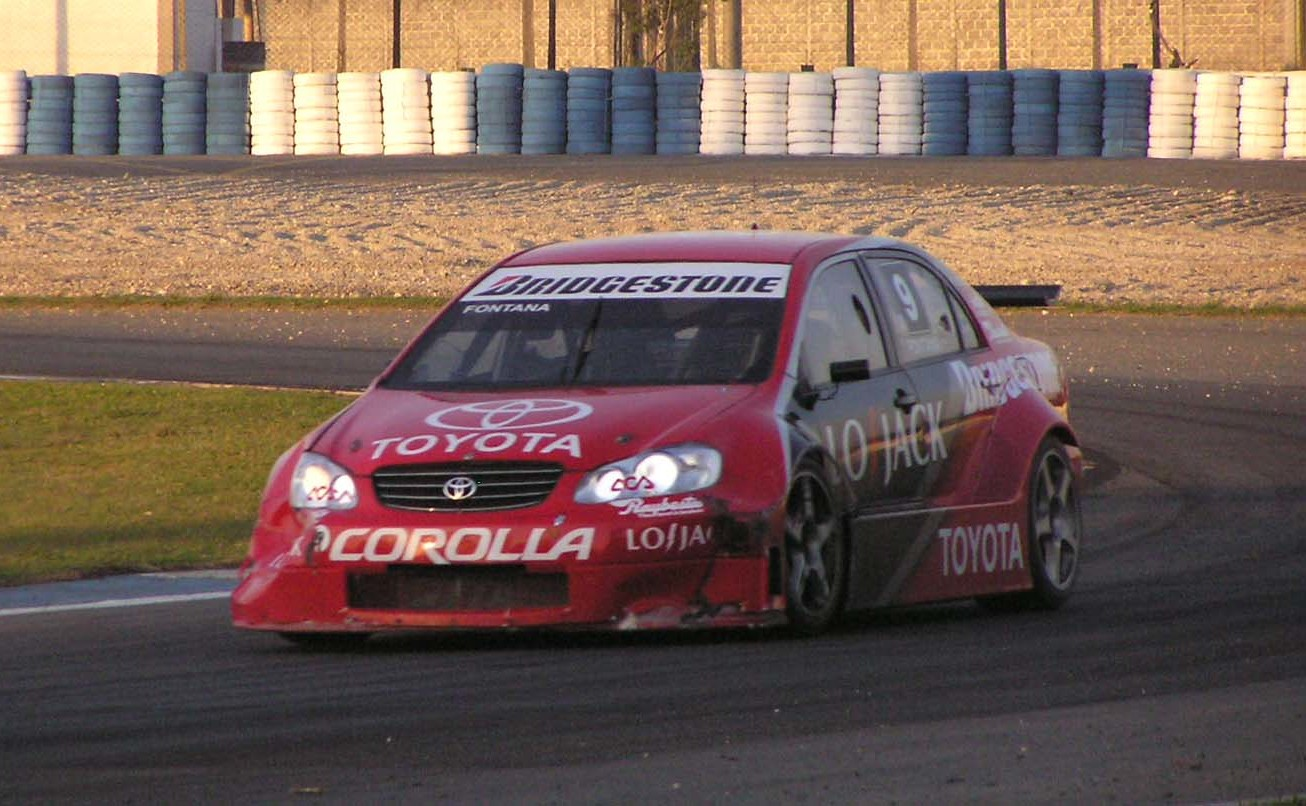
トヨタ・カローラ（2006年）
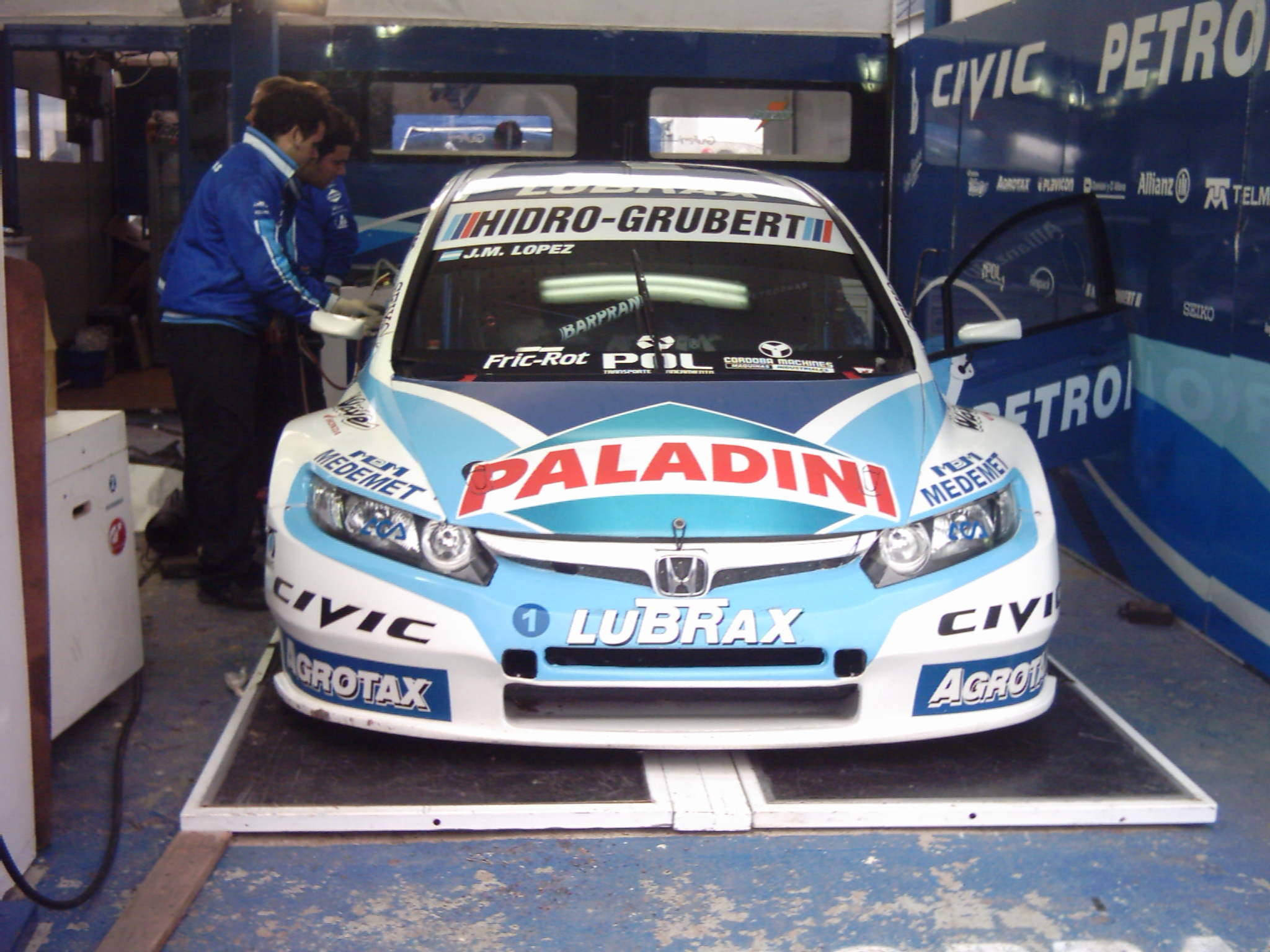
ホンダ・シビック（2010年）